# L'École des passions
L'École des passions est une série télévisée française en 35 épisodes de 26 minutes, créée par Ariane Carletti et Fitzgerald Artman (pseudonyme de Jean-Luc Azoulay) et diffusée à partir du 22 juillet 1996  au 2 octobre 1996 sur TF1. La série a été rediffusée sur France 4 en 2008  et régulièrement rediffusée sur AB1. Elle est également disponible en intégralité sur la chaîne YouTube Génération Sitcoms depuis le 17 décembre 2021.

## Synopsis
Cette série met en scène la vie d'apprentis comédiens et comédiennes au sein du Studio des artistes, école des arts de la scène fondée par Marcel Charvet. Parmi les élèves, on suit principalement une bande d'amis, logeant tous à la Pension des Jonquilles de Madame Arlette.
La série débute avec l'arrivée au Studio des artistes de Julie, jeune provinciale belle et très douée mais doutant de ses capacités. La jeune femme va déchaîner les passions chez ses camarades mais tombe amoureuse de son professeur Rémy Ferrand.

## Distribution
- Sébastien Courivaud : Rémy Ferrand
- Rachel Genevin : Alice Brenner
- Étienne Draber : Marcel Charvet
- Virginie Caren : Julie
- Gabrielle Marais : Christelle
- Lætitia Gabrielli : Rita
- Benoît Sorgues : Benoît
- Cédric Léger : Guillaume
- Frédéric Vaysse : Jérémy
- Éric Dietrich : Éric
- Samuel Jouy : Sam (comme Samuel Hamelet)
- Benoît Solès : Christian
- Rody Benghezala : Momo
- Régine Blaess : Madame Arlette
- Jean-Pierre Jacovella : Tonio
- Ingrid Chauvin : Agnès Ferrand
- Carole Dechantre : Marie
- Cyril Aubin : Cyril
- Laure Anis : La tatoueuse aux cheveux roses

## Épisodes
1. La pension des jonquilles
2. Le premier cours
3. L'audition
4. Histoire de jupons
5. Scène de ménage
6. La société des auteurs
7. C'est relâche
8. Confidence pour confidence
9. Ombres et lumières
10. Il ne faut jamais dire fontaine
11. Ah, si tu m'aimais comme je t'aime
12. Secrets et mensonges
13. Un poing c'est tout
14. Du goût et des saveurs
15. D'Éric et des claques
16. Le rap des villes et le rap des banlieues
17. Une avant-première
18. De querelles d'heures en querelleurs
19. L'arrivée d'Agnès
20. Plus on est de fous, moins on rit
21. Les mauvais cœurs
22. À trop jouer...
23. C'est la vie
24. Casting
25. Le jeu et l'amour
26. L'illusion n'est pas comique
27. Un perd et passe
28. J'ai un projet
29. Tragi-comédie
30. L'épreuve
31. La lecture
32. Enfin seuls
33. Surprise poker
34. Un certain goût pour l'amour
35. In fine

## Commentaires
- Cette série marque une des premières apparitions d'Ingrid Chauvin à l'écran.
- Elle a également révélé le comédien Benoît Solès dans le rôle du "méchant".
- L'École des passions connaîtra une suite : Studio des artistes en 1997.
- Les observateurs reconnaîtront le lit d'Ingrid lorsqu'elle a tenté de se suicider : c'était le lit d'Adeline lorsqu'elle emménage dans la chambre des filles dans Hélène et les Garçons (1re apparition épisode 180).